# 笑福亭和鶴
笑福亭 和鶴（しょうふくてい わかく、1960年9月25日 - ）は、上方落語協会に所属する上方落語家。6代目笑福亭松鶴門下。本名は野元 和男。所属事務所は松竹芸能。

## 来歴
神奈川県横浜市出身。1980年1月11日に6代目笑福亭松鶴に入門した。

## 人物
6代目笑福亭枝鶴のウェブサイトでは「知らん間に奈良県民になってます。（笑）」と紹介されている。